# Marie Magdalene Kirke
Marie Magdalene Kirke er en kirke i bebyggelsen Marie Magdalene lidt vest for Ryomgård på Djursland.

## Bygningshistorie
Den nuværende kirke er grundlagt af ægteparret rigshofmesteren Otte Nielsen Rosenkrantz og Else Holgersdatter Krognos, der ligeledes stod bag opførelsen af kirkerne i Tirstrup og Bregnet. Opførelsen er sket engang i perioden 1425-58. Til de oprindelige dele hører skibet og koret med apsis. Bygningen er opført af munkesten på en sokkel af granitkvadre fra en ældre kirke. Byggeriet skete på et sted, hvor ”Skov og træer stode, og de havde ladet bortrydde”. I korhvælvingen og apsis er 1904 fundet og afdækket kalkmalerier, der viser grundlæggerparrets våbenskjolde, samt våben for aarhus-bispen Ulrik Stygge (1423-49). Hvælvingerne i skibet er dog indbygget ca. 1500 af sønnesønnen Niels Eriksen Rosenkrantz og hustru Birgitte Olufsdatter Thott. Deres våben og navne er malede på skibets østlige hvælving sammen med en dommedagsscene.
Tårnet er opført 1593 af Mogens Juel til Ryomgaard. Tårnet havde indtil 1739 et spåndækket kuppelspir, i dag et almindeligt saddeltag. Det store sydvendte hvælvede gravkapel er vistnok opført 1639. På kapellets gavl ses årstallet 1780 og initialerne ”HG”, antagelig for ægteparret Palle Krag Hoff og Anne Marie Galthen på Ryomgaard. Dette referer uden tvivl til en restaurering. Våbenhuset er ligeledes fra en senere tid.

## Inventar
- Altertavlen er i en pragtfuld rokokostil, smykket med Jørgen Fogh de Wilsters våbenskjold. Wilster var ejer af Ryomgaard 1753-56, men det var vistnok enken Anne Marie Galthen, der skænkede tavlen 1757. Selve altermaleriet er dog nyere; motivet er den korsfæstede.
- Prædikestolen er i barokstil, et fornemt stykke træskærerarbejde fra 1650.
- Døbefonten er udført i granit og stammer fra kirkens ældste tid. Den er smykket med grundlæggerparret Otte Nielsen Rosenkrantz og Else Holgersdatter Krognos’ våbenskjolde, samt Aarhus-bispen Ulrik Stygges våben samt navnet på stiftets skytshelgen Sankt Clemens. Fonten blev i 1716 udstyret med udskårne guirlander og en himmel.
- På tårnloftet findes et gotisk krucifiks.

## Gravminder
Tirstrup Kirkes tilknytning til herregården Gl. Ryomgård afspejler sig også ved de gravminder, ligsten og epitafier, som ses i kirken.
- I kapellet findes et epitafium over etatsråd Peder Fogh (†1753). Han var en søstersøn til Peder Griffenfeldt og blev adlet 1707. Epitafiet er tillige et minde om hans tre hustruer, som han roser i lange blomstrende latinske indskrifter. Et udskåret gitter ind mod koret bærer ligeledes hans våben. Under kapellet findes tillige en gravhvælving.
- I tårnrummet findes en ligsten over Christen Mikkelsen Bering (†1701) og hustru.

## Flyverøn
I mange år var Marie Magdalene Kirke kendt vidt omkring, da der midt på gavlen af kirkens våbenhus voksede to flyverøn. Megen overtro var forbundet med disse træer. I 1980 døde dog det sidste af de to træer.
Kirken hørte tidligere til Sønderhald Herred i det tidligere Randers Amt.